# Trattinnickia lancifolia
Trattinnickia lancifolia là một loài thực vật có hoa trong họ Burseraceae. Loài này được (Cuatrec.) D.C. Daly miêu tả khoa học đầu tiên.